# Clifton McNeely
Clifton McNeely (Greenwood, 22 giugno 1919 – Irving, 26 dicembre 2003) è stato un cestista e allenatore di pallacanestro statunitense.

## Carriera da giocatore
Ha giocato a basket al college presso la Texas Wesleyan University per tre stagioni e ha guidato la NAIA nel punteggio durante la sua ultima stagione nel 1946-1947. McNeely è stato il primo giocatore mai arruolato nella National Basketball Association quando è stato selezionato dai Ironman di Pittsburgh come la prima scelta della bozza inaugurale del campionato del 1947. Tuttavia, non ha mai giocato a basket professionalmente e ha scelto invece di allenare il basket delle scuole superiori.
Nacque a Greenwood, in Texas, da Albert McNeely e Fannie Lee Clifton. Frequentò la Greenwood High School per tre anni, prima di trasferirsi alla Slidell High School di Slidell, in Texas, per il suo ultimo anno. Si laureò nel 1937.

## Carriera da allenatore
Dopo aver lavorato per Phillips 66 a Bartlesville, in Oklahoma per quattro mesi nel 1947, tornò in Texas e divenne l'allenatore di basket alla Pampa High School di Pampa, in Texas, nel 1948. Allenò la scuola per dodici anni e vincendo quattro campionati statali e portando la squadra a un record di 320–43. Gli furono offerti incarichi di coach in diverse università texane, tra cui l'Università del Texas ad Austin, la Rice University e l'Università del Texas a El Paso, ma decise di rimanere a Pampa.

## Vita privata
McNeely sposò Peggy Jean Gallagher, compagna di studi a Texas Wesleyan, il 14 giugno 1947 a Cisco, in Texas. Peggy lavorò come insegnante presso la Pampa High School durante il mandato di suo marito. La coppia ebbe tre figli: i gemelli Phillip e Michael e Sheryl. McNeely allenò i suoi due figli nella squadra di basket di Pampa, ed entrambi sarebbero diventati allenatori di basket delle scuole superiori.